# Anomalia mitjana

El cos p orbita (en una òrbita el·líptica) al voltant del cos s. El centre c del cercle auxiliar és el centre de l'el·lipse i el seu radi és igual al semieix major d'aquesta. L'anomalia mitjana M és l'angle czy. El punt z és el periàpside de l'òrbita i el punt y és tal que l'àrea del sector circular c-z-y és igual a l'àrea del sector el·líptic s-z-p multiplicada pel factor d'escala que és la ràtio entre l'eix major i l'eix menor de l'el·lipse. O, en altres paraules, l'àrea del sector circular c-z-y és igual a l'àrea s-z-x.
L'angle E és l'anomalia excèntrica i l'angle S és l'anomalia veritable

L'anomalia mitjana (símbol {\displaystyle M\,}) és un dels elements orbitals. S'utilitza per a especificar la posició d'un cos celeste en la seva òrbita. Es defineix com la fracció del període orbital que ha transcorregut des de l'últim pas de l'objecte pel periàpside, expressat com un angle.

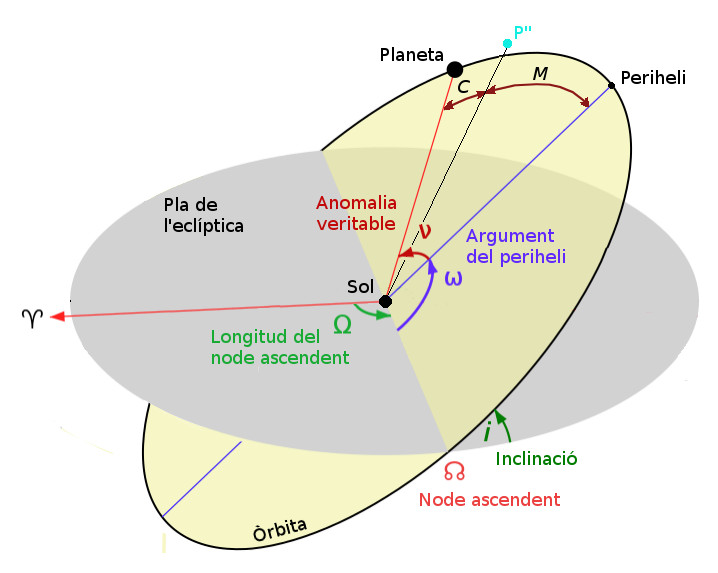
En aquest diagrama, l'anomalia mitjana és l'angle que va des del periheli fins a la posició del planeta fictici mitjà (de color verd).

## Càlcul

Tornant al gràfic, el sector el·líptic s-z-p és l'àrea escombrada pel radi vector del cos p des del seu darrer pas pel periàpside. Hem vist que aquesta àrea és proporcional a l'àrea del sector circular c-z-y, i aquesta àrea és proporcional a l'anomalia mitjana. Com que d'acord amb la segona llei de Kepler l'àrea escombrada per unitat de temps pel radi vector (velocitat areolar) és constant, la variació de l'anomalia mitjana serà constant, i l'anomalia mitjana serà proporcional al temps transcorregut des del pas pel periàpside. Això justifica la fórmula emprada pel càlcul de l'anomalia mitjana i és el que fa útil aquesta magnitud pel càlcul de posicions orbitals.

En mecànica celeste i astrodinàmica, l'anomalia mitjana {\displaystyle M\,\!} es pot calcular de la forma següent:
{\displaystyle M-M_{0}=n(t-t_{0})\,\!}
on:
- {\displaystyle M_{0}\,\!} és l'anomalia mitjana al temps {\displaystyle t_{0}\,\!},
- {\displaystyle t_{0}\,\!} és el temps inicial (normalment l'època),
- {\displaystyle t\,\!} és el temps que ens interessa, i
- {\displaystyle n\,\!} el moviment mitjà.

De forma alternativa:
{\displaystyle M=E-e\cdot \sin E\,\!}
on:
- {\displaystyle E\,\!} és l'anomalia excèntrica,
- {\displaystyle e\,\!} és l'excentricitat.